# George McCowan

George McCowan (Paris (Ontario),  27 juni 1927 - Santa Monica (Californië), 1 november 1995) was een Canadese film- en televisieregisseur.

## Biografie
George McCowan werd in 1927 geboren in Paris, Ontario en begon zijn carrière voor de Canadian Broadcasting Corporation. Hij verhuisde in 1967 naar de Verenigde Staten.
McCowan is het meest bekend voor het regisseren van zeven afleveringen van Charlie's Angels, S.W.A.T., Starsky and Hutch en het regisseren van elke aflevering van de populaire Canadese serie Seeing Things. Hij werkte ook mee aan series zoals The Silent Force, The Mod Squad, The Streets of San Francisco, Fantasy Island en Hart to Hart.
McCowan regisseerde de films Carter's Army (1970), de Canadese hockeyfilm Face-Off (1971) en de vierde en laatste film uit de "Magnificent Seven"-reeks: The Magnificent Seven Ride (1972), de culthorrorfilm Frogs in hetzelfde jaar en Shadow of the Hawk in 1976. McCowan regisseerde ook de films H. G. Wells' The Shape of Things to Come en de oorlogsfilm The Challenge (1970), maar stond in beide titelrollen als Alan Smithee vermeld.
McCowan is tweemaal getrouwd geweest, met actrice Frances Hyland (1955 - 1964) (1 kind) en met Anna Gilmour Wilmot (1969 - 1975) (2 kinderen). Hij stierf ten gevolge van een slepende ziekte op 1 november 1995 in Santa Monica (Californië).

## Filmografie

### Televisieseries
- General Motors Presents (1960)
- Playdate (1961-1962)
- Festival (1962-1964)
- The Forest Rangers (1963-1965)
- Seaway (1965-1966)
- Wojeck (1966)
- The Felony Squad (1967-1969)
- Heroic Mission (1967)
- Hatch's Mill (1967)
- The Invaders (1967)
- The Mod Squad (1968-1972)
- Judd for the Defense (1968)
- The F.B.I. (1968)
- Run for Your Life (1968)
- The New People (1969)
- Medical Center (1969)
- Dan August (1970-1971)
- The Young Rebels (1970-1971)
- The Silent Force (1970)
- Cannon (1971-1975)
- The Most Deadly Game (1971)
- Norman Corwin Presents (1972)
- The Streets of San Francisco (1973-1974)
- The Starlost (1973)
- Search (1973)
- Banacek (1973)
- Barnaby Jones (1974)
- S.W.A.T. (1975-1976)
- The Rookies (1975)
- Charlie's Angels (1976-1980)
- Starsky and Hutch (1976-1977)
- Fantasy Island (1978-1983)
- Vega$ (1979)
- The Littlest Hobo (1980)
- Seeing Things (1981-1987)
- Nero Wolfe (1981)
- Shannon (1982)
- Bring 'Em Back Alive (1983)
- Hart to Hart (1984)
- Night Heat (1985)
- War of the Worlds (1989)

### Films
- Don't Forget to Wipe the Blood Off (1966)
- The Ballad of Andy Crocker (1969)
- The Monk (1969)
- Run, Simon, Run (1970)
- The Over-the-Hill Gang Rides Again (1970)
- The Love War (1970)
- The Challenge (1970)
- Carter's Army (1970)
- If Tomorrow Comes (1971)
- Face-Off (1971)
- The Face of Fear (1971)
- Cannon (1971)
- Love Hate Love (1971)
- The Magnificent Seven Ride! (1972)
- Frogs (1972)
- Welcome Home, Johnny Bristol (1972)
- To Kill the King (1974)
- The Inbreaker (1974)
- Murder on Flight 502 (1975)
- Shadow of the Hawk (1976)
- The Return of Mod Squad (1979)
- The Shape of Things to Come (1979)
- Dan August: The Jealousy Factor (1980)
- Dan August: The Trouble with Women (1980)
- The July Group (1981)
- Hot Money (1983)
- Sanity Clause (1990)

## Onderscheidingen
- Gemini Award voor Beste regie in een dramatische of komische serie